# بحر أندامان

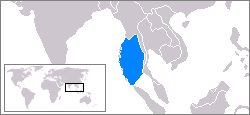
موقع بحر أندامان

بحر أندمان أو (نقحرة: أندامان) أو بحر سلاهط هو مسطح مائي مالح يقع جنوب شرقي خليج البنغال، وجنوبي ميانمار وغربي تايلند وإلى الشرق من جزر أندمان، ويعد جزءًا من المحيط الهندي. يبلغ طوله 1200 كم تقريبًا وعرضه حوالي 650 كم وتصل مساحته إلى 797,700 كم مربعا. متوسط عمقه هو 870 م بينما أعمق منطقة فيه تصل إلى 3,777 م تحت سطح الماء.
في أجزائه الجنوبية الشرقية، يضيق بحر أندمان ليكون ما يعرف باسم مضيق ملقا الذي يفصل جزيرة سومطرة عن شبه جزيرة ملايو.
تتواجد في هذا البحر جزيرتان بركانيتان، إحداها تحوي بركانا نشطًا.

## الجزر المطلة على البحر
تايلند:
- جزر في في (Ko Phi Phi).
- جزيرة كوه لانتا ياي (Ko Lanta).
- جزيرة كوه ليبي (Ko Lipe).
- جزيرة كوه تاروتاو (Ko Tarutao).
- كوه ياو نوي (Ko Yao Noi).
- كوه ياو ياي (Ko Yao Yai).
- جزر سميلان (Similan Islands).
- جزر سورين (Surin Islands).
- كوه راشا (Ko Racha).
- كوه بونغ (Ko Phung).
- كوه أدانغ (Ko Adang).
- كوه موك (Ko Muk).
- كوه كودانغ (Ko Khudan).
- كوه بولون (Ko Bulon) .

ميانمار (بورما):
- جزر ميرغوي (Mergui Archipelago).

الهند:
- جزر أندمان (Andaman Islands).
- جزر نيكوبار (Nicobar Islands).

## أعلام
- تشارلز إدوارد كينغسفورد